# 카르타슈

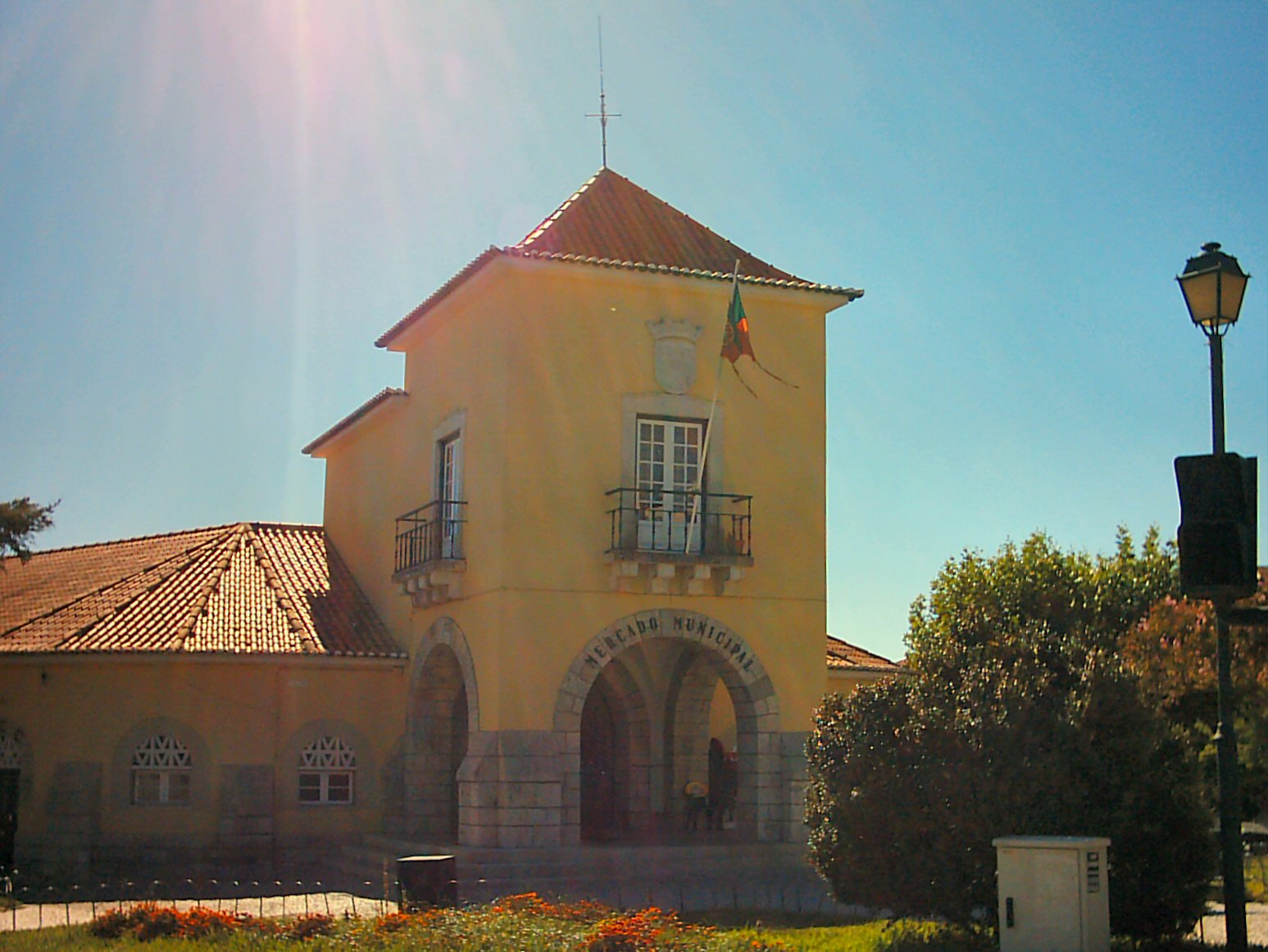
카르타슈

카르타슈의 위치

카르타슈(포르투갈어: Cartaxo)는 포르투갈 산타렝 현에 위치한 도시로 면적은 158.17km2, 인구는 24,462명(2011년 기준), 인구 밀도는 150명/km2이다.

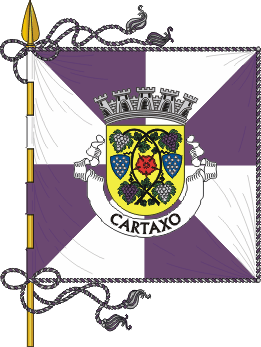
시기
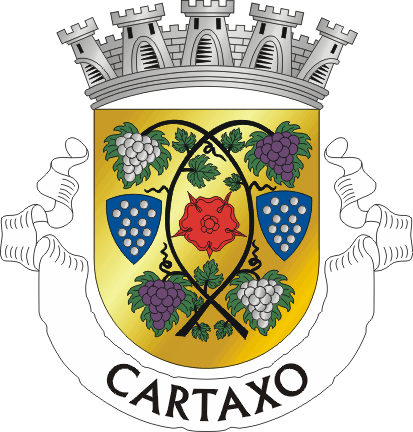
시 문장